# Dasyurus
Dasyurus es un género de mamíferos marsupiales dasiuromorfos de la familia Dasyuridae conocidos vulgarmente como cuoles, quoles, gatos marsupiales, gatos nativos o satanelos. Son un grupo de carnívoros de mediano tamaño que habitan en Australia y Nueva Guinea. Su existencia abarca desde el Mioceno Superior hasta el presente.

## Hábitat
Estos animales ocupan hábitats numerosos en Australia, Tasmania, Nueva Guinea, Islas Aru, y otras cercanas a estas.

## Faneróptica y anatomía
| Morfometría            | Masa (kg) | Longitud (cm) | Longitud (cm) |
| Morfometría            | Masa (kg) | Cuerpo        | Cola          |
| Dasyurus albopunctatus | 0'5       | 24-35         | 21-31         |
| Dasyurus geoffroii     | 0'9-1'3   | 36-46         | 22-30         |
| Dasyurus hallucatus    | 0'3-0'9   | 24-35         | 21-31         |
| Dasyurus maculatus     | 3'0-7'0   | 40-75         | 35-56         |
| Dasyurus spartacus     | 0'9-1'1   | 30-38         | 24-29         |
| Dasyurus viverrinus    | 0'6-1'6   | 35-45         | 21-30         |

Son animales de tamaño similar al de un gato doméstico. De todas las especies que integran el género, la de mayor envergadura es el cuol de cola manchada (Dasyurus maculatus), habiéndose constatado un macho con peso superior a siete kg. Por su parte el satanelo de Nueva Guinea (Dasyurus albopunctatus) y el satanelo septentrional (Dasyurus hallucatus) son las menores de ellas. En todas las especies los machos alcanzan mayor talla que las hembras.
El pelo que cubre las regiones dorsales y laterales es grisáceo, oliváceo, pardo o rojizo e incluso negro, como ocurre en algunos ejemplares de Dasyurus maculatus que, si bien no es este el color predominante, en las camadas en las que aparece, suele ser el más extendido entre los miembros de la misma. Toda la superficie dorso-lateral está salpicada de manchas blancas no uniformes distribuidas aleatoriamente que solo en el cuol de cola manchada interesan a la región de la que toma el nombre vernáculo.
En los ejemplares de cuol occidental (Dasyurus geoffroii) la cara suele ser grisácea y más pálida que el dorso, extendiéndose las manchas hasta la cabeza, si bien carece de ellas en la cola que termina siendo casi negra en toda la superficie de la mitad distal. 
No ocurre así en D. albopunctatus y D. hallucatus en las que solo se oscurece el extremo distal y la superficie ventral de la misma, ni en el cuol de bronce (Dasyurus spartacus) que suele ser oscura en su totalidad y ausente de manchas. Estas, sobre el tronco, son más pequeñas que en las otras especies. En todas las especies la región ventral suele ser de color más pálido, blanco o amarillento. 
El pelo es siempre corto y uniforme, más fino y suave en el cuol oriental (Dasyurus viverrinus) y en el occidental (D. geoffroii). En el satanelo de Nueva Guinea y en el septentrional se describe además una capa basal de pelo más corto.
La cabeza es acuminada y está cubierta por pelo del mismo color que el resto del cuerpo. El hocico termina en una nariz desnuda y rosada o rojiza. Las orejas, redondeadas y de tamaño medio se cubren externamente con pelo del mismo color que el cuerpo, pero son rosadas y desnudas en la superficie auricular. En D. geoffroii además, están perfiladas por un ribete de pelo blanco. Los ojos son grandes, redondos y negros.
Las extremidades posteriores de la mayor parte de las especies tienen cinco dedos y la superficie plantar es rugosa, adaptada para escalar superficies rocosas. El cuol oriental difiere del resto de sus congéneres en que sus extremidades posteriores carecen de primer dedo, y la superficie palmar es granulosa en lugar de estriada.
En D. albopunctatus y D. hallucatus el marsupio consiste en sendos pliegues de la piel a ambos lados del vientre, donde se hallan ocho mamas. En las especies restantes, el marsupio tampoco está demasiado desarrollado, consistiendo en un receptáculo poco profundo formado por un pliegue de piel en cuyo interior se abren seis mamas. En algunas especies, además es temporal, y se desarrolla existan o no crías que amamantar.

## Dieta

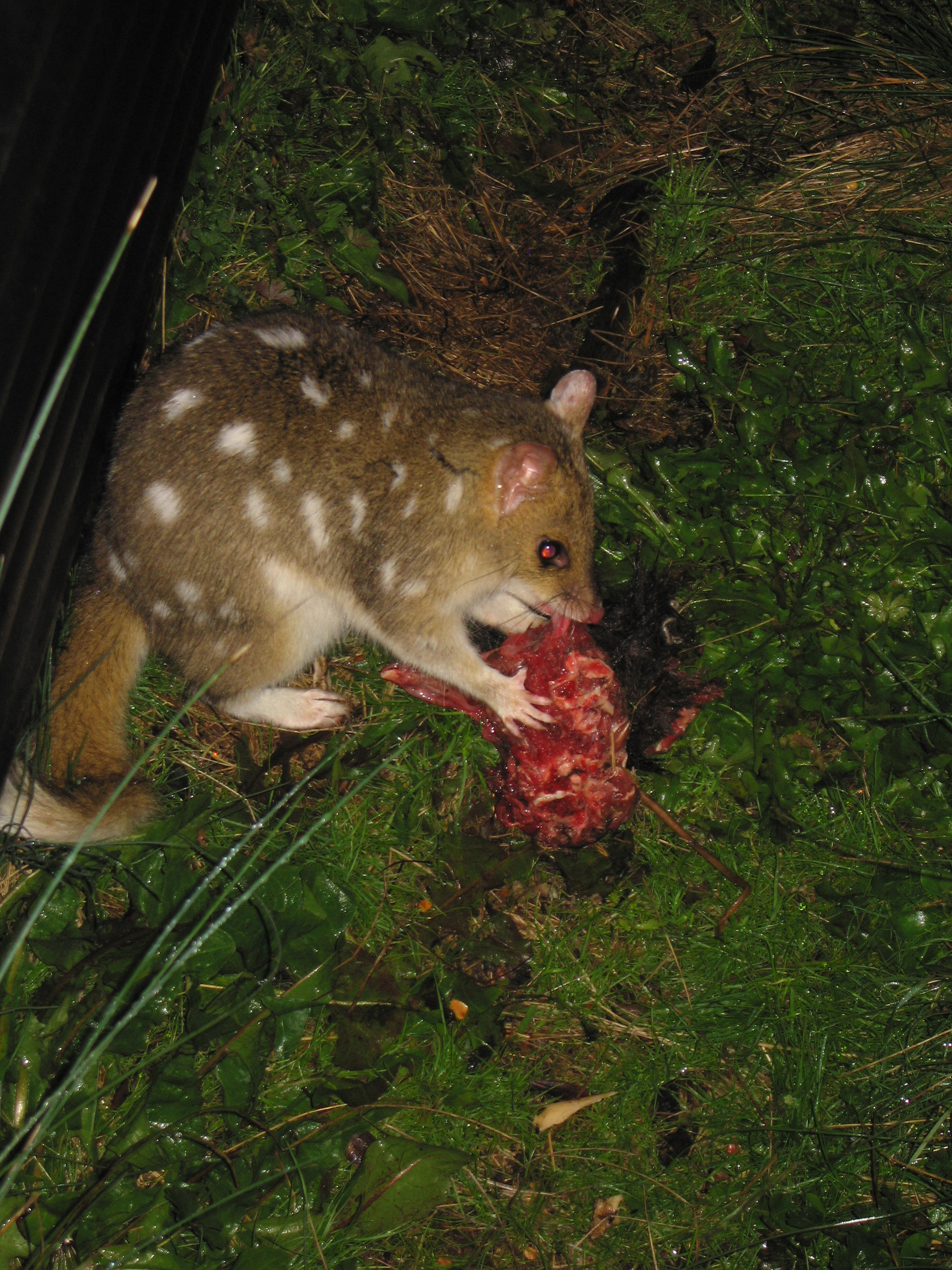
Dasyurus viverrinus

Son animales básicamente carnívoros, dotados de grandes habilidades para la caza y de una extraordinaria agresividad y voracidad que les lleva a no dudar a la hora de hacer frente a presas de al menos igual envergadura que la suya propia. Son capaces de capturar ratas rupestres, conejos y otros mamíferos hasta del mismo tamaño, aves incluso del tamaño de un loro, reptiles y otros vertebrados incluso acuáticos. 
Muchas veces aprovechan las presas capturadas por otros animales, por lo que no es extraño encontrarlos devorando cadáveres de animales de mayor envergadura.
Completan su dieta con invertebrados desde insectos coloniales hasta escarabajos, langostas y otros de gran tamaño, arácnidos, crustáceos y moluscos, lombrices o larvas, así como material vegetal, principalmente fruta.
En algunas ocasiones han causado considerables destrozos en el interior de gallineros u otras explotaciones pecuarias aprovechando asentamientos humanos próximos a sus áreas de distribución.

## Reproducción
El cortejo nupcial y la monta de estas especies suele ser largo, pudiendo sobrepasar las ocho horas. Durante el mismo, la hembra es mordida repetidamente en la cabeza y los hombros.
Las hembras de algunas de las especies son monoéstricas, dando a luz una única camada entre los meses de mayo a agosto. Las hembras que parecen ser poliéstricas son las de D. maculatus y D. viverrinus, esta última con ciclos estrales de 34 días, aunque en ambos casos solo paren una vez al año.
Existen documentos antiguos en los que se mantenía que la gestación de estas especies podía ser de ocho días, sin embargo, estudios más recientes establecen la duración entre 20 y 24.
Aunque lo normal es encontrar camadas con tantas crías como pezones tenga la madre, hay constancia de que en determinadas especies como D. viverrinus, pueden alcanzar hasta 30 crías, si bien solo podrán llegar a completar el desarrollo post-uterino aquellas que consigan alcanzar primero los seis u ocho pezones disponibles. En contadas ocasiones, el número de crías es inferior al de mamas.
Durante las siete u ocho semanas posteriores al parto, las crías permanecen amamantándose en el marsupio agarradas firmemente a los pezones. Transcurrido este tiempo se depositan en nidos construidos por la madre donde continuarán el crecimiento hasta las dieciocho o veinte semanas que lo abandonan independizándose. 
No alcanzarán la madurez sexual hasta estar próximos a cumplir el primer año de vida. En cautividad han conseguido mantenerse ejemplares de D. albopunctatus y D. geoffroii, hasta tres años con vida. Parecen ser algo más longevos D. maculatus con ejemplares que han sobrevivido hasta cuatro años, y sobre todo D. viverrinus con un ejemplar que murió a los seis años y diez meses.

## Comportamiento
Son animales solitarios y extremadamente territoriales. Los territorios de los machos, pueden solaparse con los de varias hembras, pero solo se encuentran para reproducirse. En cautividad, sin embargo, han logrado mantenerse juntas, parejas de todas las especies, salvo cuando la hembra tiene crías.
Son cazadores nocturnos y solitarios que ocasionalmente pueden ser observados de día, aunque suelen pasar las horas de luz solar en nidos construidos en el interior de troncos huecos, en resquicios de formaciones rocosas o incluso en el interior de edificios abandonados.
Son buenos escaladores, pero permanecen la mayor parte del tiempo sobre el suelo donde capturan las presas aferrándose fuertemente al cuello de las mismas hasta que estas mueren asfixiadas.
Mientras recorre sus territorios en busca de alimentos emite sonidos nasales de olfateo claramente audibles. Algunas especies emiten un penetrante olor pútrido que hace desistir a la mayor parte de los predadores. Las especies que habitan en Tasmania solo cuentan como predador natural con otra especie de dasiúrido, el diablo de Tasmania (Sarcophilus laniarius), aunque no hay que olvidar los estragos que placentarios introducidos por el hombre como el perro o el gato doméstico, hacen entre sus poblaciones.

## Estado de conservación
|                  | IUCN                   |
| D. albopunctatus | Vulnerable (VU)        |
| D. geoffroii     | Vulnerable (VU)        |
| D. hallucatus    | Casi amenazado (LR/nt) |
| D. maculatus     | Vulnerable (VU)        |
| D. spartacus     | Vulnerable (VU)        |
| D. viverrinus    | Casi amenazado (LR/nt) |

La extensión de los terrenos destinados a la agricultura, los incendios controlados o incontrolados, el abusivo uso de plaguicidas y la introducción de predadores foráneos como el zorro rojo (Vulpes vulpes) o el perro y el gato domésticos son las principales causas de la paulatina desaparición de territorios en los que en otro tiempo no era extraño encontrar individuos de estas especies.
Aunque son perseguidos por los granjeros debido a los destrozos que pueden causar en los gallineros, son muy útiles al controlar las poblaciones de roedores y plagas de insectos.